# Gianni Del Buono
Gianni Del Buono (Ancona, 1º ottobre 1943) è un ex mezzofondista italiano, tre volte a podio in manifestazioni internazionali di atletica leggera e sette volte campione nazionale.

## Biografia
Ha partecipato ai Giochi olimpici di Città del Messico 1968 e Monaco di Baviera 1972. È sposato con Rossella Gramola ed è padre di Federica Del Buono, entrambe mezzofondiste.

## Palmarès
| Anno | Manifestazione            | Sede              | Evento     | Risultato        | Misura | Note  |
| ---- | ------------------------- | ----------------- | ---------- | ---------------- | ------ | ----- |
| 1967 | Universiadi               | Tokyo             | 1500 metri | Bronzo           | 3'44"0 | [ 2 ] |
| 1968 | Olimpiadi                 | Città del Messico | 800 metri  | Quarti di finale | 1'50"2 |       |
| 1968 | Olimpiadi                 | Città del Messico | 1500 metri | Quarti di finale | 3'48"4 |       |
| 1971 | Campionati europei indoor | Sofia             | 1500 metri | Bronzo           | 3'42"1 | [ 3 ] |
| 1971 | Universiadi               | Torino            | 1500 metri | Bronzo           | 3'53"0 | [ 2 ] |
| 1972 | Olimpiadi                 | Monaco di Baviera | 1500 metri | Semifinale       | 3'42"0 |       |

## Campionati nazionali
- 1 volta Campione nazionale negli 800 m (1970)
- 2 volte Campione nazionale nei 1500 m (1969 e 1973)
- 1 volta Campione nazionale di cross (1971)
- 1 volta Campione nazionale indoor nei 1500 m (1971)
- 2 volte Campione nazionale indoor nei 3000 m (1972 e 1973)